# تونگشکی
تونگشکی (به لهستانی:  Tuniszki) یک روستا در لهستان است که در گمینا دوبنگنکی واقع شده‌است.